# Two and a Half Men

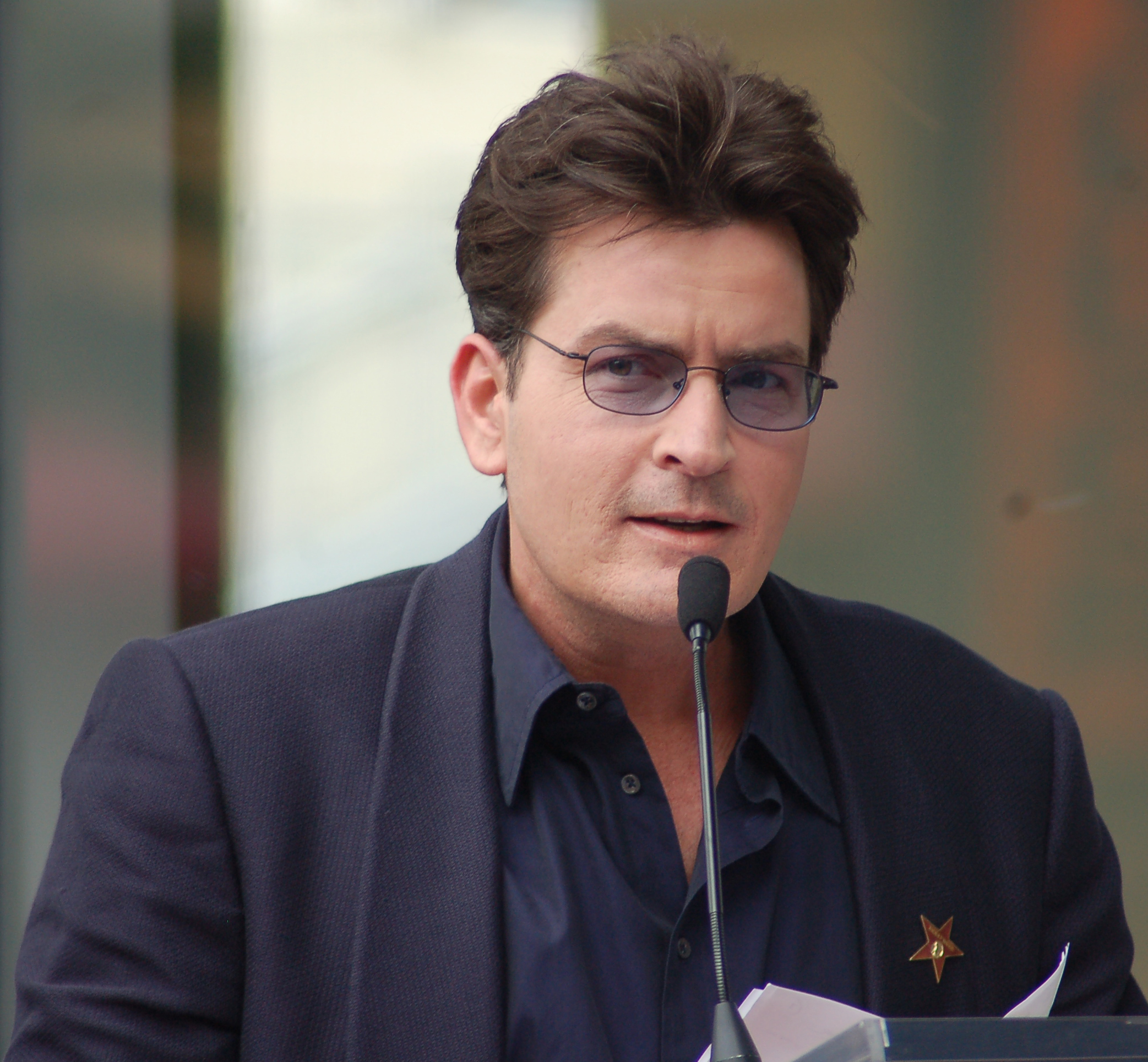
Charlie Sheen, Darsteller von Charlie

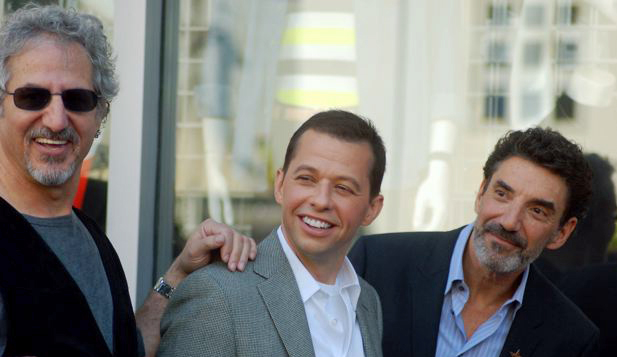
Jon Cryer (Mitte), Darsteller von Alan, Lee Aronsohn (links) und Chuck Lorre (rechts), Ideengeber und Produzenten der Serie

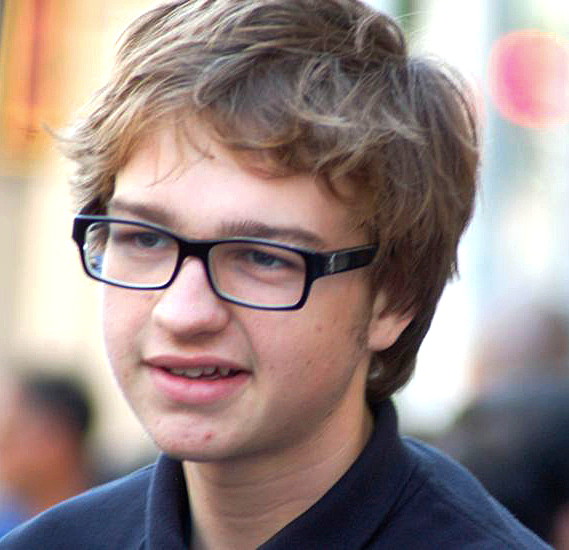
Angus T. Jones, Darsteller von Jake

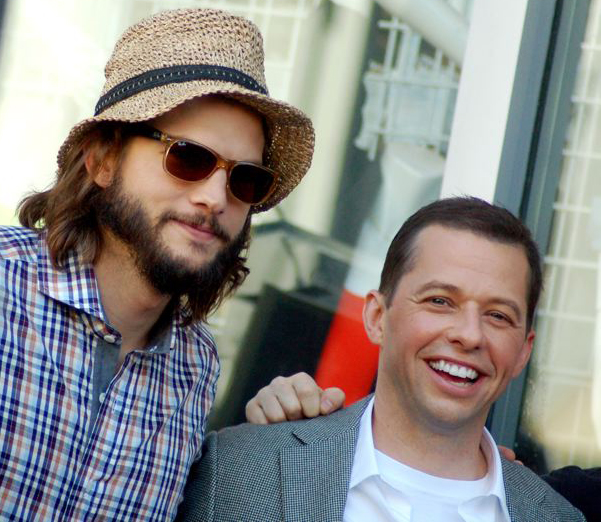
Ashton Kutcher, Darsteller von Walden, mit Jon Cryer, Darsteller von Alan

Two and a Half Men ist eine US-amerikanische Sitcom, die am 22. September 2003 von CBS erstmals ausgestrahlt wurde. Entwickelt wurde die Serie von Chuck Lorre. Hauptfiguren sind die beiden Brüder Charlie (Charlie Sheen) und Alan Harper (Jon Cryer) sowie Alans Sohn Jake (Angus T. Jones). Zu Beginn der 9. Staffel findet Charlie Harpers Begräbnisfeier statt. An seine Stelle tritt die neue Hauptfigur Walden Schmidt (Ashton Kutcher). Hintergrund für diesen Wechsel waren Charlie Sheens gesundheitliche Probleme und ein beleidigendes Interview, infolge dessen die 8. Staffel bereits von 24 auf 16 Folgen reduziert worden war und Warner Bros. Television schließlich Charlie Sheen entließ.
Im Gegensatz zu Ashton Kutcher und Jon Cryer wurde der Vertrag mit Angus T. Jones für die elfte Staffel nicht verlängert. Als Ersatz wurde mit der bis dahin unbekannten lesbischen Tochter von Charlie Harper, Jenny, eine neue weibliche Figur eingeführt. Sie wird von Amber Tamblyn gespielt.
Die Serie war ein großer Publikumserfolg. Sie gewann mehrere Emmys und People’s Choice Awards sowie weitere Auszeichnungen. In etlichen Folgen traten bekannte Schauspieler in Gastrollen auf.
Im Februar 2015 wurde die Serie mit einer Doppelfolge als Serienfinale beendet. Angus T. Jones und viele Gaststars und Nebendarsteller hatten noch einmal einen Kurzauftritt. Charlie Harper trat ebenfalls auf, wurde aber nicht von Charlie Sheen, sondern von einer Trickfigur und durch ein Double in Rückenansicht dargestellt. Insgesamt wurden 262 Episoden ausgestrahlt.

## Handlung

### Staffeln 1–8
Die Serie handelt vom leichtlebigen Werbejingle-Komponisten Charlie Harper. Er lebt ein freizügiges Leben und hat unzählige kurze Beziehungen zu Frauen. Dieses Leben erfährt jedoch eine große Wende, als sein Bruder Alan bei ihm einzieht, dessen Frau Judith sich von ihm getrennt hat. An den Wochenenden betreut Alan seinen Sohn Jake, weshalb Charlie von nun an zwei Dauergäste bei sich in seinem großen Haus am Strand von Malibu hat. Trotzdem versucht Charlie sein Leben als Single aufrechtzuerhalten, was oft zu bizarren Situationen führt. Alan ist charakterlich das genaue Gegenteil von Charlie und hat es schwer, sich gegen seine Ex-Frau zu behaupten. Er ist mit Charlies Lebensstil gar nicht einverstanden, muss sich aber anpassen, weil er bei Charlie wohnen darf. Zudem macht Charlies und Alans ungeliebte Mutter Evelyn den dreien das Leben schwer. Charlies Haushälterin Berta ist über die Mehrarbeit wegen Alan und Jake wenig erfreut, und Charlies Stalkerin Rose, mit der er einmal geschlafen hat, verfolgt und beeinflusst das Geschehen aus dem Hintergrund.

### Staffel 9
Nachdem Charlie in Paris unter mysteriösen Umständen gestorben sein soll, konzentriert sich die Handlung zunächst auf seinen Bruder Alan. Dieser rettet dem suizidgefährdeten Internetmilliardär Walden Schmidt das Leben. Nachdem Alan und Walden zusammen in einer Bar waren, entscheidet Letzterer sich für den Kauf des Hauses in Malibu. Berta zieht daraufhin in Alans altes Zimmer. Alan zieht vorübergehend bei seiner Mutter ein, überredet schließlich aber Walden, dass er – bis er eine eigene Bleibe findet – wieder ins Haus einzieht. Da sein altes Zimmer allerdings belegt ist, schläft er in Jakes Zimmer. Berta zieht jedoch kurz darauf wieder aus und Alan kann sein altes Zimmer wieder beziehen. Zudem bittet Walden Alan darum, nicht auszuziehen, da er jemanden um sich haben möchte, dem er vertrauen kann – denn Alan war es, der Walden vor Charlies Ex-Freundin Courtney beschützte, die ihn um viel Geld betrügen wollte. Waldens Frau Bridget will sich von ihm scheiden lassen, er liebt sie jedoch immer noch und versucht, sie zurückzugewinnen. Im Laufe der Staffel lernt Walden die Engländerin Zoey kennen, mit der er gegen Ende zusammenzieht. In der letzten Folge zieht Jake zu Hause aus und geht zur Armee.

### Staffel 10
Zu Beginn der 10. Staffel macht Walden Zoey einen Heiratsantrag, den sie aber ablehnt. Walden beginnt kurze Zeit später eine Beziehung mit Rose, die er beendet, als sie bei ihm einziehen möchte. Jake, der weiterhin beim Militär dient, lernt Missi kennen, die für ein Wochenende im Haus von Walden wohnt, da Walden mit ihrem Vater befreundet ist, und beginnt mit ihr eine Kurzzeitaffäre. Walden lernt nach seiner Trennung eine Frau namens Kate kennen, mit der er mit seinem armen neugeschaffenen Alter Ego „Sam Wilson“ eine Beziehung beginnt. Nachdem er ihr die Wahrheit sagt, beendet sie die Beziehung. Lyndsey beendet ihre Beziehung mit Alan, da sie einen neuen Mann kennengelernt hat. Am Ende der Staffel wird Jake zu einer Militärbasis der US-Army in Japan versetzt, wo er als Koch arbeitet.

### Staffel 11
Alan verliert seine Zulassung als Chiropraktiker und muss seine Praxis schließen. Walden stellt ihn daraufhin als Assistenten ein, um ihn finanziell zu unterstützen. Zudem taucht Charlies lesbische Tochter Jenny auf, um zu sehen, wo und wie ihr Vater lebte. Jenny möchte kurz nach ihrem Erscheinen zwar wieder abreisen, jedoch können ihr Onkel Alan und ihre Großmutter Evelyn sie überzeugen, bei ihnen zu bleiben. Nachdem sie zunächst bei Evelyn wohnt, bietet ihr Walden an, in Jakes altes Zimmer zu ziehen, da er sie, wie bereits die anderen Harpers, als Teil seiner Familie sieht. Des Weiteren beginnt Lyndsey mit Alan eine Affäre, obwohl sie immer noch mit ihrem neuen Freund zusammen ist. Irgendwann lernt Alan die Schwester von Lindseys Freund kennen, verliebt sich in sie und beginnt eine Beziehung mit ihr.

### Staffel 12
Walden erleidet an Halloween einen leichten Herzinfarkt. Nachdem er aus dem Krankenhaus entlassen worden ist, wird ihm klar, dass er ein Kind adoptieren will. Da dies aber nur verheirateten Paaren erlaubt ist, heiratet er Alan. Zum Ende der Serie gibt es Hinweise darauf, dass Charlie nicht tot ist, sondern von Rose gefangen gehalten wurde. In der darauffolgenden Folge erhalten alle ehemaligen Freunde und Bekannten von einem Anonymen (höchstwahrscheinlich Charlie) eine hohe Geldsumme geschickt – außer Alan und Walden. Die beiden erhalten nur Drohungen, dass Charlie sie fertig machen möchte. Daraufhin gehen sie zur Polizei, erstatten Anzeige und erzählen dem Polizisten (Arnold Schwarzenegger) die gesamte Geschichte von Two and a Half Men. Am Ende der Folge stellt sich heraus, dass die Polizei einen Verdächtigen (Christian Slater) gefunden hat, der jedoch unschuldig ist, was Alan und Walden allerdings nicht wissen. Es scheint, dass Charlie diesen in der Bar getroffen und engagiert hat. Charlie kommt zum Schluss noch einmal vor, als er vor der Haustür stehend von einem herabfallenden Flügel erschlagen wird, dabei handelt es sich jedoch nicht um den Darsteller Charlie Sheen selbst, sondern um ein Double. Nach einem Herauszoomen aus dem Set wird Chuck Lorre ebenfalls von einem Flügel erschlagen. Alle Rückblicke im Staffelfinale, die Charlie Harpers Geschichte nach der achten Staffel thematisieren, wurden als Animationen dargestellt.

## Figuren

### Hauptfiguren

#### Charlie Harper
Charles Francis „Charlie“ Harper (Charlie Sheen) ist ein Junggeselle in den Vierzigern, der als Komponist sehr erfolgreich im Werbejingle-Geschäft tätig ist und damit viel Geld verdient. Ab der fünften Staffel beginnt er eine neue Karriere als Komponist von Kinderliedern, da mit den Werbejingles kein ausreichendes Einkommen mehr zu erzielen ist. Charlie fällt auch dies, wie vieles andere, einfach zu. Er besitzt ein Haus am Strand von Malibu. Er trinkt, unabhängig von der Tageszeit, regelmäßig Alkohol und hat ein offensichtliches Glücksspiel-Problem. Typischerweise trägt er Bowling-Hemden und Shorts. Jedoch hindert ihn seine lockere Lebensart nicht daran, auch Verantwortung für die Familie zu übernehmen. So hat er zum Beispiel seinem Bruder Alan und dessen Sohn Jake angeboten, auf unbestimmte Zeit bei ihm zu wohnen, da er sie nicht ihrer Mutter Evelyn aussetzen will. Von ihm wird behauptet, dass er ein chauvinistischer Frauenheld sei. Er hat in jeder Situation einen witzigen Kommentar parat. Da er über ein großes Selbstbewusstsein verfügt, hat er in der Regel, im Gegensatz zu Alan, keine Probleme, sich mit Frauen zu verabreden. Er schert sich wenig um die Gefühle von Frauen und ist nur auf Sex aus, was ihn überaus oft in peinliche Situationen bringt, auf die er gelegentlich mit einem „mea culpa“ reagiert. Die einzigen Frauen, für die Charlie Dinge geopfert hat und an die er sich länger band, waren Lisa (Denise Richards), die auch längere Zeit bei ihm wohnte, die Ballett-Tänzerin Mia (Emmanuelle Vaugier) und Chelsea (Jennifer Taylor). Mit Mia und Chelsea hat Charlie sogar Heiratspläne, die jedoch aus verschiedenen Gründen verworfen werden. Eine weitere Frau in Charlies Leben ist Nachbarin Rose (Melanie Lynskey), seine Stalkerin, mit welcher er in einer Art Hass-Liebe verbunden ist (was er nur selten zugibt – siehe Folge 100: Eine Blondine mit Kaffee).
Charlies Vater starb, als er noch sehr jung war. Er und Alan hatten daraufhin einige Stiefväter. Seine Mutter Evelyn hat ihre Ehemänner stets dominiert und gedemütigt. Aufgrund dieser Erfahrungen neigt Charlie dazu, enge Verbindungen zu Frauen zu vermeiden, um sich selbst zu schützen. Darüber hinaus gibt er, mit Ausnahme seiner Beziehungen zu Lisa, Mia und Chelsea, nur ungern seine Gefühle gegenüber Frauen preis. Trotz wiederholter gegenteiliger Äußerungen ist er froh, dass Alan und Jake bei ihm wohnen, da die beiden Abwechslung in sein eigentlich einsames Leben bringen.
Am Ende der achten Staffel verlobt er sich in Paris mit Rose. Die neunte Staffel beginnt mit seiner Trauerfeier. In der dortigen Rede von Rose wird angedeutet, dass sie Charlie in der Métro vor eine U-Bahn stieß, da er sie zuvor mit einer anderen Frau betrogen habe.
Zu Beginn der elften Staffel erfährt man, dass Charlie eine uneheliche Tochter namens Jenny hat. Diese sah er das letzte Mal an ihrem vierten Geburtstag; jedoch schickte er ihr monatlich Schecks, um ihr ein gutes Leben und eine gute schulische Bildung zu ermöglichen.
Im Finale der zwölften Staffel stellt sich heraus, dass Charlie nicht tot ist, sondern von Rose seit ihrer Rückkehr aus Paris in einem Kellerverlies gefangengehalten wurde. Nachdem ihm die Flucht gelingt, schickt er Jake, Jenny, Berta und seinen ehemaligen Gespielinnen großzügige Schecks, um sich zu entschuldigen oder zu bedanken. Evelyn, Alan und Walden beginnt er jedoch zu drohen. Als er am Ende der Folge vor seinem ehemaligen Haus steht, wird er von einem herabfallenden Klavier erschlagen.

#### Alan Harper
Alan Jerome Harper (Jon Cryer) muss zu Beginn der Serie zu seinem Bruder ziehen, da sich seine Frau Judith von ihm scheiden ließ, ihn aus dem gemeinsamen Haus warf und er ihr nun Unterhalt zahlen muss. Er hat einen Berufsdoktorgrad als Chiropraktiker in Mexiko erworben und führt eine eigene Praxis. Seit Anfang der ersten Staffel wohnt sein damals zehnjähriger Sohn Jake an den Wochenenden gemeinsam mit ihm bei Charlie. Alan ist der völlige Gegensatz zu seinem Bruder Charlie – ein konservativer, sehr kontrollierter und geiziger Mensch, der von den meisten Frauen wenig beachtet wird. Außerdem wirkt er ein wenig tollpatschig. Er sucht nicht die Frau für eine Nacht, sondern eine feste Beziehung und somit die Liebe seines Lebens. Alan lässt zudem durchblicken, dass er ein wenig eifersüchtig auf Charlies Lebensweise ist, und beneidet ihn zusehends. Von Charlies Haushälterin Berta wird er mit dem Spottnamen Zippy bedacht, der sich auf einen in den 1950er und 1960er Jahren aus dem amerikanischen Fernsehen bekannten Schimpansen bezieht. Noch dazu muss er oftmals die Fehler seines Bruders Charlie ausbaden. Ein Beispiel dafür ist die von Charlie begonnene und schnell wieder beendete Affäre mit Alans Scheidungsanwältin (Heather Locklear), die sich dafür rächt, indem sie Alans Ex-Frau völlig überraschend umfangreiche finanzielle und materielle Zugeständnisse macht. In der folgenden Zeit als Single leidet Alan unter seiner sexuellen Unattraktivität und Schüchternheit. Dies ändert sich jedoch, als er sich wieder verliebt. Am Ende der dritten Staffel heiratet er die deutlich jüngere Kandi, von der er sich allerdings nach vier Monaten wieder scheiden lässt (Beginn Staffel 4).
Als in der vierten Staffel dann endlich seine Ex-Frau Judith wieder heiratet, ist er froh, weil er nie mehr Unterhalt an seine Frau zahlen muss. Seinen letzten Alimentescheck über 3875 Dollar lässt er überdimensional vergrößern, um sich damit gemeinsam mit Judith von Charlie fotografieren zu lassen. Seit der 5. Staffel hat Alan mehr Glück mit Frauen als in den Staffeln davor, was wohl daran liegt, dass Charlie ihm und Jake in der Folge Der Frauendieb einige Tipps über Frauen gibt. Allerdings wird Alan immer schrulliger und scheint phasenweise kindischer zu werden.
In der sechsten Staffel schläft Alan mit Judith. Allerdings wirft sie ihn später wieder raus. Später teilt Judith ihm mit, dass sie schwanger ist. Es ist aber vorerst unbekannt, ob das Baby von Alan oder von Herb, Judiths aktuellem Partner, ist. Erst in Staffel 9 wird, in einer Traumsequenz, diese Thematik erneut angesprochen.
Sein Alter Ego heißt Jeff Starkman.
In der elften Staffel verliert Alan seine Zulassung als Chiropraktiker und beginnt als persönlicher Assistent für Walden zu arbeiten. Später heiratet er Walden, um mit ihm ein Kind (Edan Alexander) zu adoptieren.

#### Jake Harper
Jacob David „Jake“ Harper (* 14. März) (Angus T. Jones) ist der Sohn von Alan und Judith Harper und am Anfang der Serie zehn Jahre alt. Nach der Scheidung von Alan und Judith besucht er seinen Vater an den Wochenenden in dem Haus seines Onkels Charlie. Er ist ein unterdurchschnittlich intelligenter, unmotivierter Schüler, der sich mehr für Essen und Fernsehen interessiert. Gelegentlich wird er auch als „trübe Tasse“ betitelt, was an seiner eher passiven Art liegen dürfte, oder als „Kürbiskopf“, was wohl auf seine unterdurchschnittliche Intelligenz und sein dickliches, rundes Gesicht zurückzuführen ist. Außerdem lässt er sich sehr leicht von seinem Onkel beeinflussen, da er ihn ziemlich bewundert, wobei auch Charlie ihn für seine unbedarfte, schlitzohrige Art und seinen „trockenen Humor“ liebt und ihn gerne bei sich zu Hause hat. Zudem spielt Jake Gitarre, was eine weitere Verbindung zu Onkel Charlie schafft. Charlie gibt ihm in den späteren Staffeln öfter Rat in Sachen Frauen, was Alan nicht immer gefällt. Diese Tipps setzt Jake in die Tat um und hat so trotz seines durchschnittlichen Äußeren öfter Verabredungen mit Mädchen. Nachdem sich Jake bereits in Staffel 4 mit einem „Dad, du kannst mich mal“ von seinem Vater Alan distanziert, scheint er in den späteren Staffeln ein immer loseres Mundwerk zu bekommen. In der letzten Episode der neunten Staffel wird Jake zusammen mit Eldridge von der U.S. Army rekrutiert und verlässt seine Familie. In der letzten Episode der zehnten Staffel geht Jake auf einen Stützpunkt der U.S. Army in Japan, wo er als Koch arbeitet. Im Serienfinale erhält Jake 250.000 Dollar von Charlie und fährt damit nach Las Vegas und gewinnt 2,5 Millionen Dollar. Außerdem erfährt man, dass Jake inzwischen die U.S. Army verlassen hat und mit seiner Frau und seinen Kindern in Japan lebt.

#### Walden Schmidt
Walden Thoreau Schmidt (Ashton Kutcher) ist ein Milliardär und seit der neunten Staffel der Besitzer des Strandhauses in Malibu. Er wuchs, ähnlich wie Charlie und Alan, ohne Vater auf. Dieser verließ ihn und seine Mutter, als Walden noch sehr jung war. Da seine Mutter eine Primatenforscherin ist, lebte Walden die ersten vier Jahre seines Lebens mit einem Affen zusammen. Er schmiss nach der achten Klasse die High School und heiratete später seine erste Liebe Bridget. Mit 19 Jahren erwirtschaftete er seine erste Million. Später verkaufte er eine Internetseite, die er mit seinem Geschäftspartner Billy Stanhope (Patton Oswalt) aufgebaut hatte, für 1,3 Milliarden Dollar an Microsoft. Einige Jahre später trennte sich Bridget aufgrund seines kindischen Verhaltens von Walden und warf ihn aus dem gemeinsamen Haus. Völlig geschockt von dieser Trennung versuchte Walden sich im Meer zu ertränken. Es gelang ihm jedoch nicht, da ihm das Wasser zu kalt war. Auf der Suche nach einem Telefon, um Bridget anzurufen, gelangte er zum Strandhaus, in dem Alan gerade die Asche seines toten Bruders Charlie erhalten hatte. Als es Alan gelungen war, den völlig durchnässten Walden zu beruhigen, gingen die beiden in eine Bar und kamen ins Gespräch. Walden beschloss, das Haus zu kaufen, und erlaubte Alan, weiterhin dort zu wohnen, da er jemanden um sich haben wollte, der auf ihn aufpassen und dem er auch vertrauen könne. Im Laufe der Zeit reift Walden heran und benimmt sich erwachsener als zu Beginn und ist zudem in der Lage, selbst für sich zu sorgen. Er lässt Alan dennoch weiterhin bei sich wohnen, da zwischenzeitlich eine sehr innige Freundschaft zwischen den beiden entstanden ist und auch die restlichen Harpers für ihn ein Teil seiner Familie geworden sind. Trotzdem beginnt er sich immer wieder vorzustellen, wie ein Leben alleine im Strandhaus wäre. Jedoch erkennt Walden, dass sein Leben doch ziemlich trostlos und langweilig ohne seinen besten Freund wäre.
Zu Beginn seiner Präsenz in der Serie legt Walden ein relativ kindisches Verhalten an den Tag, zudem nutzt er seine Anziehungskraft auf Frauen noch nicht bewusst aus. Erst nach der Scheidung von Bridget beginnt er, heranzureifen und erwachsen zu werden. Er beginnt mehrere Beziehungen, unter anderem zu Charlies Stalkerin Rose, die jedoch allesamt scheitern; außerdem hat er gelegentlich One-Night-Stands.

#### Evelyn Harper

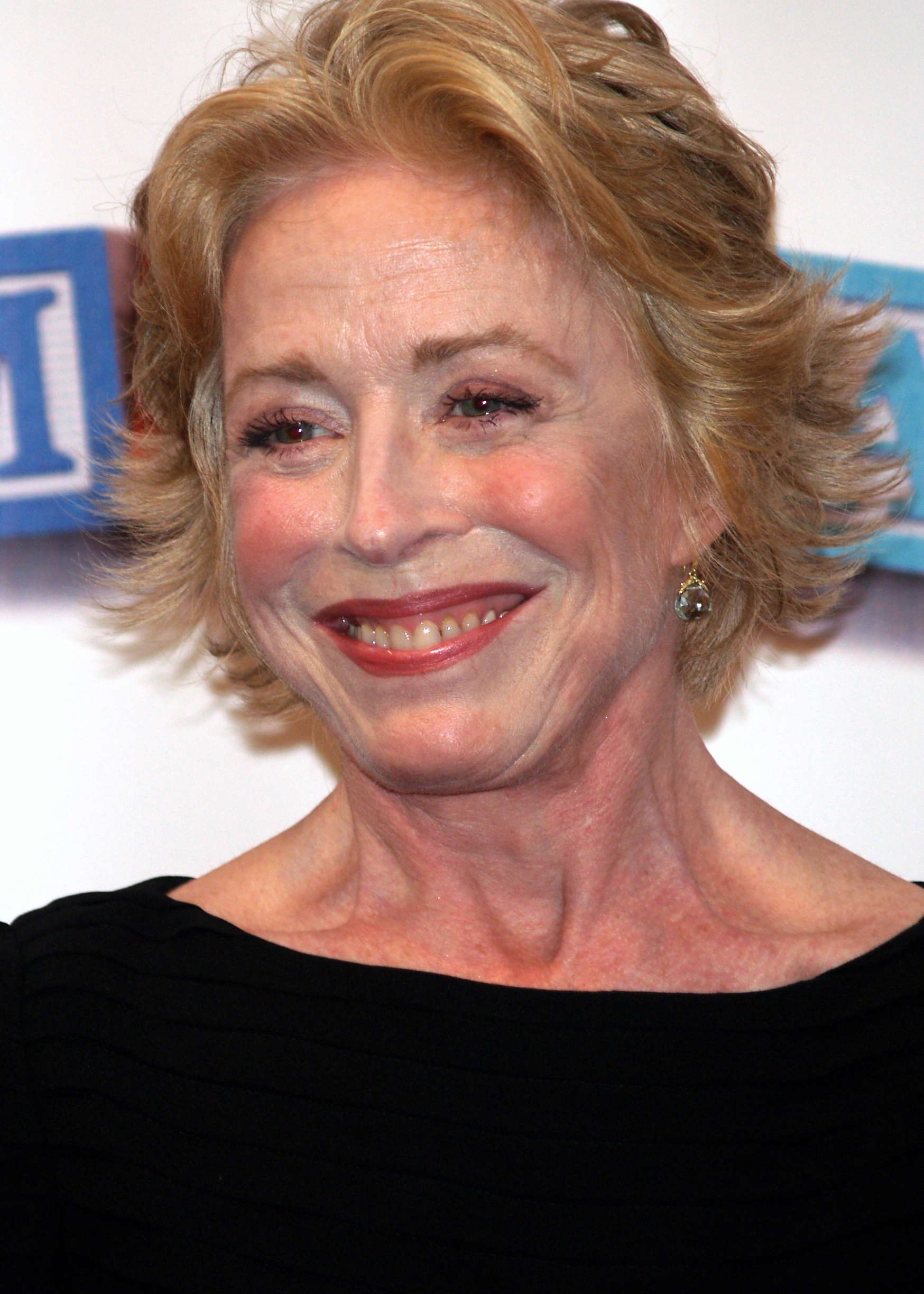
Holland Taylor, Darstellerin von Evelyn Harper

Evelyn Harper (Holland Taylor) ist Alans und Charlies egoistische Mutter mit Hang zu wechselnden Männerbekanntschaften. Sie ist sehr enttäuscht von ihren beiden Söhnen, da diese jeglichen Kontakt zu ihr vermeiden, hängt jedoch gleichzeitig so sehr an ihnen, dass sie für jeden Besuch vorgibt, nur ihren Enkel Jake sehen zu wollen. Sobald Charlie und Alan sie jedoch mit Jake allein lassen, fühlt Evelyn sich schnell überfordert und ergreift die Flucht. Sie ist als Immobilienmaklerin ständig geschäftlich unterwegs. Außerdem ist sie sehr vermögend, vor allem auch, da alle ihre wohlhabenden Ehemänner ums Leben gekommen sind. Sie erzählt häufig von ihren kurzzeitigen und abenteuerlichen Affären mit Männern, welche sie danach abschiebt, worin sie Charlie ähnelt, der diese Verhaltensweise von ihr abgeguckt zu haben scheint. In Staffel vier und fünf ist sie mit Teddy Leopold liiert, den sie heiratet, der allerdings – wie für einen Ehemann Evelyns üblich – schon bald und zwar noch während des Hochzeitsempfangs stirbt und sich mit seiner vermeintlichen Tochter Courtney schließlich als Heiratsschwindler herausstellt. Evelyn ist recht pietätlos; so bucht sie z. B. die durch den Tod Teddys verdorbene Hochzeitsreise nach Paris schnell in einen Einzelflug zu den Fidschis um. Evelyn versucht oft, ebenso wie viele andere Frauen, die in dem Haus ein und aus gehen, Berta dazu zu bringen, ihr Essen zu machen, welche sich allerdings in ihrer gewohnt souveränen Art dagegen verweigert. Evelyn achtet sehr auf ihr Äußeres und hat mehrere Schönheitsoperationen hinter sich, auch wenn sie immer wieder betont, dass ihr Aussehen komplett natürlich sei. Ihre Söhne vergleichen sie häufig mit dem Teufel, da sie auf eine schlechte Kindheit mit ihr zurückblicken. In Staffel 7 ist bemerkbar, dass sich das Verhältnis zwischen ihr und ihren Söhnen bzw. ihrem Enkel Jake verbessert; so z. B. unterstützt sie Alan und Charlie gegenüber ihren Freundinnen Melissa und Chelsea, als diese sich in Charlies Haus breit machen, das Regiment übernehmen und sogar Berta für sich beanspruchen wollen, und möchte Jake das College finanzieren und ihm dafür ein Auto schenken. Nachdem sie ihre Enkelin Jenny kennenlernte, versucht sie, bei ihr die Fehler gutzumachen, die sie bei Charlie und Alan gemacht hat.

#### Judith Melnick(vormals Harper)

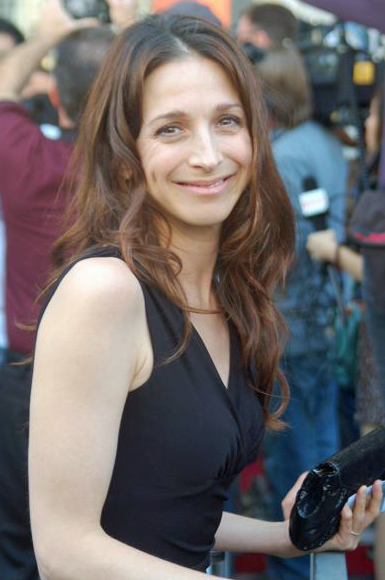
Marin Hinkle, Darstellerin von Judith Harper

Judith Harper, später Judith Melnick, (Marin Hinkle) ist die neurotische Ex-Frau von Alan sowie Jakes Mutter. Judith gibt an, sich von Alan getrennt zu haben, weil sie wegen dessen Kontrollzwangs das Gefühl hatte zu „ersticken“. Des Weiteren bezeichnet sie sich nach der Trennung eine Zeit lang als lesbisch beziehungsweise sexuell ambivalent, auch damit Alan erst gar nicht wieder versucht, mit ihr zusammenzukommen. Nachdem Charlie ein Verhältnis mit Alans Scheidungsanwältin während der Scheidungsverhandlungen abbricht, akzeptiert diese gekränkt alle Forderungen von Judith. Judith erhält dadurch das gemeinsame Haus sowie unverhältnismäßig hohe Alimente und finanzielle Erstattungen. Im weiteren Verlauf der Serie werden die hohen Unterhaltszahlungen oft thematisiert. Judith hat ein Problem mit Charlie und dessen freizügigem Leben. Judiths Eltern geben ihr die Schuld für das Scheitern der Ehe und halten zu Alan. In der vierten Staffel heiratet sie Jakes Kinderarzt Dr. Herb Melnick. Doch noch im Laufe der sechsten Staffel wirft sie Herb aus dem Haus und schläft mit Alan. Sechs Wochen nach der Versöhnung mit Herb stellt sie fest, dass sie mit einem Mädchen schwanger ist, welches sie zum Finale der sechsten Staffel gebiert. Die Vaterschaft bleibt aber vorerst unklar. In der 10. Staffel verlässt sie Herb, nachdem er sie mit seiner Sprechstundenhilfe betrogen hat. Ihre Eltern Lenore und Sheldon werden von Cristine Rose (Staffel 1) sowie in Staffel 7 Annie Potts und George Wyner dargestellt, ihre Schwester Liz von Teri Hatcher.

#### Berta
Berta (Conchata Ferrell) ist Charlies korpulente Haushälterin. Sie zeichnet sich durch ihren Sarkasmus und ihr lockeres Mundwerk aus. Sie verbrachte einige Zeit im Gefängnis, was in der Serie immer wieder erwähnt wird, und schüchtert dadurch sowie durch die Behauptung, sie hebe „den Herd mit einer Hand an, nur um die Maus darunter mit der anderen zu erschlagen“, sowohl Charlie als auch Alan häufig ein. Berta hat einen drogenabhängigen Bruder, über den sie sich nur sehr ungern unterhält. Zu ihrer ähnlich gebauten Schwester Daisy (Camryn Manheim) hat sie ebenfalls kein gutes Verhältnis, da sie sich von ihren Eltern ihr gegenüber benachteiligt fühlt. Zudem ist Berta mit dem Lebensstil ihrer Töchter und Enkelin Prudence (Megan Fox) nicht einverstanden. Sie kennt Charlie hervorragend und weiß stets, was in ihm vorgeht. Diesen Punkt nutzt sie häufig zu ihrem Vorteil, um Charlie zusätzliches Geld zu ihrem üblichen Gehalt zu entlocken. Sie war schon vor ihm im Haus und wurde von Charlie bei dessen Einzug „übernommen“. Berta ist zudem dreifache Mutter und Großmutter und hat somit auch Tipps für Alan bezüglich seines Sohnes Jake. Zu Alan, den sie oft nur „Zippy“ nennt, hat Berta ein herablassendes, bisweilen sogar feindseliges Verhältnis, da sie ihn aufgrund seiner Wohnsituation als Eindringling empfindet und sie durch ihn und Jake nun einen noch höheren Arbeitsaufwand hat. Von sich selbst erzählt Berta nicht sehr viel, sie lässt jedoch ab und zu einige Merkwürdigkeiten aus ihrem Alltag durchblicken, die Charlie, Alan und Jake häufig verwundern. In einigen Folgen, so zum Beispiel in 8.09 (Schöne Stunden in Zentralafrika), wird angedeutet, dass sie ihre Beziehung zu Charlie nicht nur auf platonischer, sondern auch auf körperlicher Ebene betrachtet, indem sie mehrmals betont, dass es zwischen ihr und ihrem Arbeitgeber „sexuell funken“ würde, was von diesem immer wieder mit einem Stirnrunzeln entgegengenommen wird. Nach Charlies Tod in Paris übernimmt auch Walden Schmidt sie als Haushälterin. Außerdem arbeitet sie auch bei Steven Tyler, dem Sänger von Aerosmith.

#### Rose

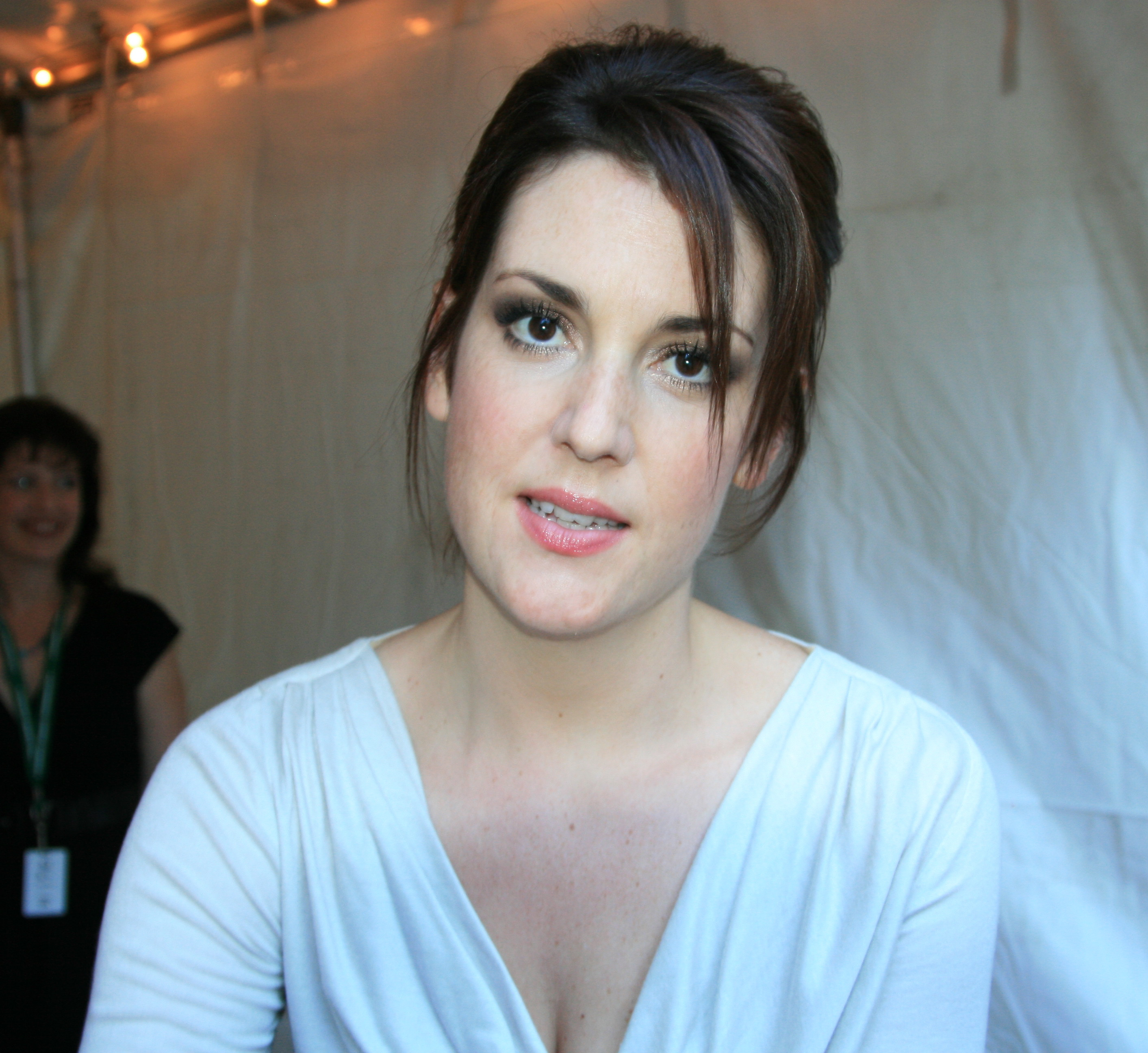
Melanie Lynskey, Darstellerin von Rose

Rose (Melanie Lynskey) ist Charlies Nachbarin und Stalkerin. Sie hatte einen One-Night-Stand mit Charlie und lässt seitdem nichts unversucht, ihn für sich zu gewinnen, doch Charlie ist von ihren teils drastischen Mitteln nur genervt. Sie steigt fast immer über das Geländer der Veranda in sein Haus ein, um zum Beispiel seine Schränke zuzukleben, den Kühlschrank zu inspizieren oder mit Jake fernzusehen. Manchmal ist sie besser über das Geschehen in Charlies Haus informiert als die anderen. Sie kommt aus einer sehr wohlhabenden und teilweise verrückten Familie, die Eigentümerin einer Bank sowie im Ölgeschäft tätig ist (Roses Vater Harvey wird von Charlie Sheens Vater Martin gespielt). Rose besuchte die Princeton University, an der sie ihren Abschluss bereits nach zwei Jahren (Regelstudienzeit: 4 Jahre) erhielt. Außerdem hat sie einen Master-Abschluss der Stanford University in Verhaltenspsychologie und daher immer Lösungen für Charlies Probleme parat. Sie agiert oft als Aufpasserin für Jake und hat ein sehr gutes Verhältnis zu Evelyn Harper. In der vierten Staffel zieht Rose nach London, um dort zu arbeiten. Zu Beginn der fünften Staffel hat Charlie mehrfach das Gefühl, in verschiedenen Personen Rose wiedererkannt zu haben, und man sieht später auch ebendiese Verkleidungen bei ihr im Schrank hängen. Im weiteren Verlauf der fünften Staffel kehrt sie wieder gänzlich zurück, verschwindet danach aber auch bald wieder. In der sechsten Staffel taucht sie nur in zwei Folgen auf: Einmal macht ihr Charlie aus Angst vor seinem möglichen Tod beinahe einen Heiratsantrag, jedoch verzichtet er darauf nach einem beruhigenden Anruf von seinem Arzt, und das andere Mal als enge Freundin von Chelsea, die zu diesem Zeitpunkt schon mit Charlie verlobt ist, und verbringt eine Liebesnacht mit Alan. Am Ende der Episode wird angedeutet, dass sie nun Alan stalkt. In der siebten Staffel hat sie nur einen Auftritt im Rahmen einer Halluzination Charlies, dem alle seine Verflossenen noch einmal erscheinen. Während der achten Staffel täuscht sie eine Heirat mit einem reichen, bekannten Modefabrikanten vor, der sich später als Schaufensterpuppe herausstellt, um Charlie wieder zu einer Beziehung zu bewegen. Die neunte Staffel beginnt damit, dass Rose erklärt, sie sei bei Charlies Tod mit ihm in Paris gewesen, um ihre Verlobung zu feiern. Es scheint, als hätte sie ihn aus Wut über den Betrug mit einer anderen Frau vor einen U-Bahnzug gestoßen. In einer späteren Folge taucht sie überraschend im Haus auf und schwingt sich zum Schluss in bekannter Manier über das Terrassengeländer. In Staffel 10 beginnt sie eine Beziehung mit Walden, die dieser jedoch nach kurzer Zeit beendet. Im Finale der 12. Staffel erfährt man, dass sie Charlie seit ihrer Rückkehr aus Paris in einem Kellerverlies gefangen hielt.

#### Jenny Harper

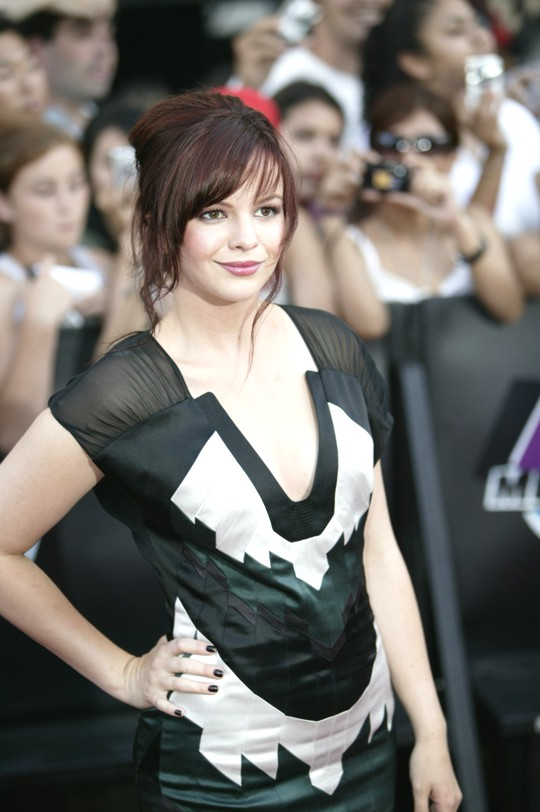
Amber Tamblyn, Darstellerin von Jenny

Jenny Harper (Amber Tamblyn) ist Charlies uneheliche Tochter. Sie teilt viele Charakterzüge mit ihrem Vater, inklusive des Hangs zum Alkohol und zu den Frauen. Ihren Onkel Alan und ihre Großmutter Evelyn lernt sie zu Beginn der 11. Staffel kennen. Sie baut zudem eine sehr gute Beziehung zu Walden auf.

### Nebenfiguren

#### Chelsea Melini
Chelsea Christine Melini (Jennifer Taylor) war ab der sechsten Staffel die Freundin von Charlie. Sie zog schließlich bei ihm ein und veränderte sein Haus nach ihrem Geschmack. Ihre Mutter ist rassistisch und Mitglied im Ku-Klux-Klan. Chelseas Vater bekannte sich, kurz nachdem er Charlie kennengelernt hatte, zu seiner Homosexualität, trennte sich von seiner Frau und zog bei seinem alten Navy-Freund ein. Chelsea besitzt eine Katze namens Sir Lancelot und einige Häuser, die sie vermietet. Am Ende der 7. Staffel löste Chelsea die Verlobung mit Charlie auf.

#### Herb Melnick
Dr. Herbert (Herb) Gregory Melnick (* 14. Februar) (Ryan Stiles) ist Jakes Kinderarzt, der im Laufe der Serie Alans Ex-Frau Judith heiratet. Alan versteht sich mit ihm recht gut, auch deshalb, weil er nun keinen Unterhalt mehr für Judith zahlen muss. Herb hat eine Schwester, Myra Lang, die Judith hasst und die ebenfalls ein kurzes Verhältnis mit Charlie hatte. In der zehnten Staffel trennt sich Judith von Herb, da dieser Judith mit seiner Empfangsdame betrogen hat.

#### Kandi

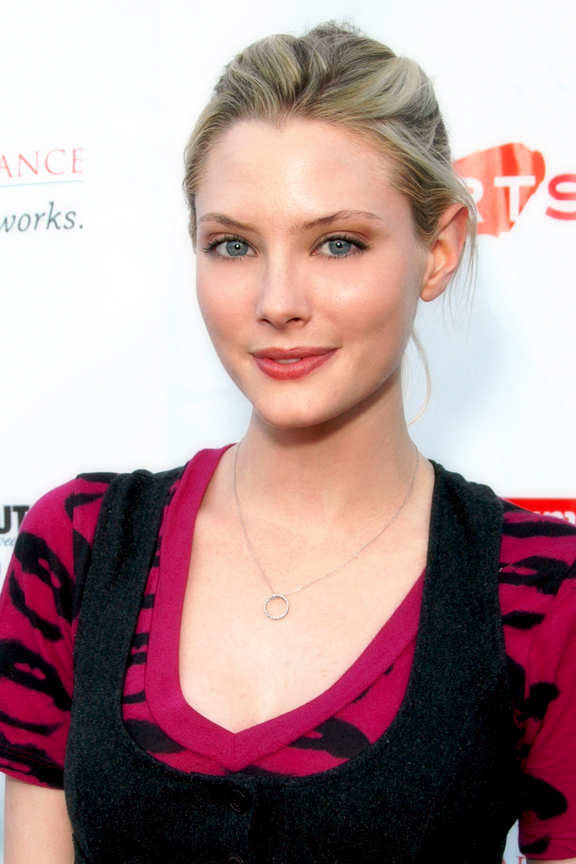
April Bowlby, Darstellerin von Kandi

Kandi (April Bowlby) war zuerst Charlies Affäre und dann Alans Freundin. Sie ist nicht sonderlich intelligent und mit 22 Jahren nur etwa halb so alt wie Alan. Er heiratet Kandi am Ende der dritten Staffel in Las Vegas und wird nach vier Monaten von ihr verlassen, da sie ein Kind wollte und er nicht. Kurze Zeit später ändert Alan jedoch seine Meinung, und sie versöhnen sich wieder, dann startete jedoch Kandis Karriere als Schauspielerin, weshalb sie sich für Karriere und gegen ein Kind entscheidet und die Scheidungspapiere dann doch unterschreibt. Noch während Alan mit Kandi zusammen ist, fängt Charlie eine Affäre mit Kandis Mutter Mandi an. Ihre Eltern Andi und Mandi werden in Folge 3.20 von Kevin Sorbo und Gail O’Grady dargestellt.

#### Lyndsey McElroy
Ab Ende der siebten Staffel ist Lyndsey (Courtney Thorne-Smith) Alans Freundin. Zu Beginn der 8. Staffel zieht Alan mit Jake zu Lyndsey und ihrem Sohn Eldridge, sehr zu Charlies Wohlgefallen. Jedoch zündet Alan kurz darauf versehentlich Lyndseys Haus an, sodass am Ende dann alle vier bei Charlie wohnen. Die Beziehung hält jedoch auch nicht allzu lange, einerseits weil Alan das Haus abbrennt und andererseits weil Lyndsey sich mit ihrem Exmann versöhnt und die beiden wieder zusammenkommen. In der neunten Staffel kommt sie erneut mit Alan zusammen. Im Laufe der elften Staffel trennen sich beide wieder und Lyndsey hat kurz darauf einen neuen Freund, mit Alan unterhält sie aber weiter eine Affäre.

#### Eldridge McElroy
Eldridge McElroy (Graham Patrick Martin) ist Lyndseys Sohn und ab der achten Staffel Jakes bester Freund. Gemeinsam drehen die beiden eine Jackass-ähnliche Show unter ihrem Pseudonym „Dumm-Arsch“. Am Ende der 9. Staffel wird er zusammen mit Jake von der U.S. Army rekrutiert.

#### Linda Freeman
Anfangs ist Dr. Linda Freeman (Jane Lynch) Jakes Kinderpsychologin, später gehen jedoch nur noch Charlie und Alan zu ihr. So ändert sich auch die Einrichtung ihrer Praxis von Kinderstühlen und Handpuppen zu einer typischen Couch. Trotz ihrer selbstsicheren und oft sarkastischen Art (besonders Charlie gegenüber) hilft sie den Brüdern immer weiter („Eine Stunde kostet 200 $. Sie waren fünf Minuten hier, dann runden wir auf … also 200 $!“). Später begibt sich auch Walden Schmidt, auf Anraten von Alan, zu ihr in Behandlung.

#### Mia
Mia (Emmanuelle Vaugier) war Charlies Ex-Verlobte und Balletttänzerin. Charlie wollte sie in der letzten Folge der 3. Staffel in Las Vegas heiraten, doch die Hochzeit platzte, weil Mia und Charlie sich nicht darüber einigen können, ob Alan nach der Hochzeit ausziehen muss oder nicht. Ab der 5. Staffel war sie erneut zu sehen und brachte Charlies Gefühle wieder durcheinander, zumal sie Charlie als Samenspender für eine künstliche Befruchtung gewinnen wollte. Ab der 6. Staffel hatte Charlie jedoch Chelsea als Freundin und entschied sich endgültig gegen Mia.

#### Melissa
Melissa (Kelly Stables) ist Alans Empfangsdame in seiner Praxis. Charlie hat mit ihr ein kurzes Verhältnis, später werden sie und Alan ein Paar. Als sie Alan mit ihrer Mutter unter Drogeneinfluss im Bett erwischt, trennen sich die beiden, werden jedoch später erneut ein Paar. Nachdem Alan mit Chelseas Hilfe durchsetzt, dass Melissa in Charlies Haus einzieht, vertreibt sie gemeinsam mit Chelsea die beiden Männer kurzzeitig, erst Evelyn kann die Frauen entzweien. Melissa beendet danach schon bald ihre Beziehung zu Alan, da dieser keine eigene Wohnung für sie und ihn suchen möchte.

#### Teddy Leopold
Teddy Leopold (Robert Wagner) ist der fünfte Ehemann von Charlies Mutter Evelyn. Teddy gibt sich als wohlhabender Geschäftsmann mit viel Geld aus und heiratet im Verlauf der fünften Staffel Evelyn, worüber Alan und Charlie sehr glücklich waren, da sie ihn beide mochten und als Vater respektieren. Er verstirbt jedoch noch auf der Hochzeitsfeier, und es stellt sich heraus, dass er und seine „Tochter“ Courtney (gespielt von Jenny McCarthy), die mit Charlie ein Verhältnis eingeht, um an sein Geld heranzukommen, polizeilich gesuchte Heiratsschwindler beziehungsweise Betrüger waren. In Wirklichkeit hieß Teddy Nathan Crunk und seine angebliche Tochter Courtney Sylvia Fishman.

#### Gordon
Gordon (J. D. Walsh) ist in den Staffeln 1 bis 4 gelegentlich Charlies Pizzabote und hat in der 3. Staffel kurzzeitig eine Beziehung mit Rose, die ihn zwingt, sich so zu kleiden wie Charlie. In der 6. Staffel taucht er wieder auf und hat eine erstaunliche Geschichte „vom Pizzaboten zum Börsenmillionär und wieder zurück“ (samt Heirat und Scheidung) zu erzählen. Darüber hinaus versucht er in der achten Staffel Charlie darauf aufmerksam zu machen, dass der Ehemann von Rose nur eine Schaufensterpuppe ist. Charlie versteht die Andeutung allerdings nicht.

## Besetzung und Synchronisation
Die deutschsprachige Synchronisation entsteht nach einem Dialogbuch von Andreas W. Schmidt unter der Dialogregie von Martin Schmitz bei der Cinephon in Berlin.

### Hauptdarsteller
| Rolle                 | Schauspieler     | Deutscher Synchronsprecher                                    | Hauptrolle (Staffel) | Nebenrolle (Staffel)            | Gastauftritte (Staffel)      |
| --------------------- | ---------------- | ------------------------------------------------------------- | -------------------- | ------------------------------- | ---------------------------- |
| Charlie Harper        | Charlie Sheen    | Benjamin Völz                                                 | 1.01–8.16            |                                 |                              |
| Alan Harper           | Jon Cryer        | Viktor Neumann                                                | 1.01–12.16           |                                 |                              |
| Jake Harper           | Angus T. Jones   | Adrian Kilian                                                 | 1.01–10.23           | 12.16                           |                              |
| Evelyn Harper         | Holland Taylor   | Astrid Bless (Staffel 1–6) Kerstin S. Dornseif (ab Staffel 7) | 1.01–12.16           |                                 |                              |
| Judith Harper-Melnick | Marin Hinkle     | Christin Marquitan                                            | 1.01–8.16            | 9.01–9.24                       | 10.19, 11.15, 12.16          |
| Rose                  | Melanie Lynskey  | Cathlen Gawlich                                               | 1.01–2.24            | 3.01–4.15                       | 5.04, 5.12, 5.14, 5.16–12.16 |
| Berta                 | Conchata Ferrell | Regina Lemnitz                                                | 2.01–12.16           | 1.04–1.24                       |                              |
| Kandi Harper          | April Bowlby     | Isabelle Schmidt                                              | 4.01–4.18            | 3.09–3.24                       | 10.09, 12.16                 |
| Chelsea Melini        | Jennifer Taylor  | Schaukje Könning                                              | 7.01–7.22            | 6.08, 6.15–6.24                 | 9.01, 12.15                  |
| Walden Schmidt        | Ashton Kutcher   | Marcel Collé                                                  | 9.01–12.16           |                                 |                              |
| Jenny Harper          | Amber Tamblyn    | Julia Kaufmann                                                | 11.07–11.22          | 11.01–11.06, 12.02–12.03, 12.16 |                              |

### Nebendarsteller
| Rolle                        | Schauspieler          | Deutscher Synchronsprecher | Nebenrolle (Staffel)                                                   | Gastauftritte (Staffel)            |
| ---------------------------- | --------------------- | -------------------------- | ---------------------------------------------------------------------- | ---------------------------------- |
| Barfrau Leanne               | Rebecca McFarland     | Heike Beeck                | 1.11, 1.18, 3.10, 4.15, 7.21, 9.08–10.05                               |                                    |
| Gordon                       | J. D. Walsh           | Michael Deffert            | 3.15–3.17                                                              | 1.14, 4.09, 6.19, 6.22, 8.04, 8.15 |
| Dr. Linda Freeman            | Jane Lynch            | Heike Schroetter           | 1.20, 1.22, 3.12, 4.08, 4.21, 5.04, 5.15, 5.19, 6.15, 6.17–9.06, 11.20 |                                    |
| Dr. Herb Melnick             | Ryan Stiles           | Oliver Siebeck             | 4.05–10.21                                                             | 2.02, 12.04, 12.09                 |
| Mia Adams                    | Emmanuelle Vaugier    | Ghadah Al-Akel             | 3.08–3.24                                                              | 5.15, 6.24–7.21, 9.01, 12.15       |
| Nathan „Teddy Leopold“ Crank | Robert Wagner         | Joachim Kerzel             | 4.24–5.17                                                              |                                    |
| Melissa                      | Kelly Stables         | Sonja Spuhl                | 6.04, 6.10, 6.12, 6.14, 6.24–8.03                                      |                                    |
| Lyndsey McElroy              | Courtney Thorne-Smith | Claudia Kleiber            | 7.19–8.04, 8.09–8.13, 9.04–12.16                                       |                                    |
| Eldridge McElroy             | Graham Patrick Martin | Constantin von Jascheroff  | 7.19–9.24                                                              |                                    |
| Bridget Schmidt              | Judy Greer            | Tanja Geke                 | 9.02–10.01                                                             | 10.17, 12.16                       |
| Zoey Hyde-Tottingham-Pierce  | Sophie Winkleman      | Katrin Fröhlich            | 9.09–10.06                                                             | 12.16                              |
| Kate                         | Brooke D’Orsay        | Maria Koschny              | 10.10–11.19                                                            |                                    |
| Larry Martin                 | D. B. Sweeney         | Nicolas König              | 11.05, 11.08, 11.12, 11.14, 11.16–11.18, 11.21, 11.22                  | 12.04                              |
| Ms. McMartin                 | Maggie Lawson         | Marieke Oeffinger          | 12.03–12.06, 12.11–12.16                                               |                                    |
| Louis                        | Edan Alexander        | Noah David Liebscher       |                                                                        | 12.05–12.14                        |

Anmerkungen
1. ↑  Meist unregelmäßige Auftritte im genannten Zeitraum

### Gastdarsteller
Neben den Nebenrollen tauchen stets auch nennenswerte Gastrollen auf, die meist auch mit namhaften Schauspielern und Schauspielerinnen besetzt werden. Erwähnenswert ist zum einen Denise Richards, die Ex-Frau von Charlie Sheen, die in der ersten und zweiten Staffel in jeweils einer Episode eine Ex-Freundin von Charlie spielte, aber auch die Auftritte von Missi Pyle, die in drei Episoden Jakes Lehrerin verkörpert, die zwischenzeitlich aber von Alicia Witt dargestellt wird. In weiteren Auftritten waren Kristin Bauer van Straten, Liz Vassey, Krista Allen, Megan Fox, Richard Lewis, Jenna Elfman, Chris O’Donnell, Teri Hatcher, Heather Locklear, Alana de la Garza, Jeri Ryan, Camryn Manheim, Jodi Lyn O’Keefe, Jennifer Taylor, Paget Brewster, Alicia Coppola, Ken Jeong, Lucy Lawless, Natalie Zea, Martin Sheen, June Squibb, Cloris Leachman, Josie Davis, Jackie Debatin, Jon Lovitz, Kevin Sorbo, Katherine LaNasa, Sara Rue, Brooke Shields, Morgan Fairchild, Judy Greer, Kay Panabaker, Enrique Iglesias, Rachel Cannon, Janeane Garofalo, Jennifer O’Dell, Ming-Na Wen, Richard Kind, Jenny McCarthy, Justine Eyre, Cerina Vincent, Kimberly Quinn, Susan Blakely, Martin Mull, Helena Mattsson, Michael Clarke Duncan, Tinashe Kachingwe, Emilio Estevez, Carol Kane, Emily Rose, Katy Mixon, Diora Baird, Annie Potts, Tricia Helfer, Carl Reiner, Allison Janney, Stacy Keach, John Amos, Sara Sanderson, Erinn Hayes, Krista Kalmus, John Stamos, Thomas Gibson, Mimi Rogers, Patton Oswalt, Georgia Engel, Kathy Bates, Brit Morgan, Bre Blair, Miley Cyrus, Lindsay Price, Clark Duke, Willie Garson, Jaime Pressly, Emily Osment, Scott Bakula, Hilary Duff, Gail O’Grady, Odette Annable und Arnold Schwarzenegger zu sehen. Auch Ashton Kutchers Ehepartnerin Mila Kunis hatte einen Gastauftritt.
Außerdem verkörperten einige Gaststars sich jeweils selbst. Dazu zählen Steven Tyler, James Earl Jones, Edward Van Halen, ZZ Top, Michael Bolton, Lynda Carter, Sean Penn, Bobby Cooper, Elvis Costello, Christian Slater und Harry Dean Stanton.

## Ausstrahlung
| Staffel    | Episoden | Ausstrahlung (CBS)                      | Ausstrahlung (ProSieben)                | Ausstrahlung (ORF eins)                | Ausstrahlung (SRF zwei, bis 16. Dez. 2012 SF zwei) |
| ---------- | -------- | --------------------------------------- | --------------------------------------- | -------------------------------------- | -------------------------------------------------- |
| Staffel 1  | 24       | 22. September 2003 bis 24. Mai 2004     | 12. März 2005 bis 20. August 2005       | 12. März 2005 bis 20. August 2005      | 10. Mai 2006 bis 16. Juni 2006                     |
| Staffel 2  | 24       | 20. September 2004 bis 23. Mai 2005     | 1. April 2006 bis 9. September 2006     | 11. März 2006 bis 20. Mai 2006         | 28. Juni 2006 bis 21. August 2006                  |
| Staffel 3  | 24       | 19. September 2005 bis 22. Mai 2006     | 16. September 2006 bis 24. Februar 2007 | 5. Mai 2007 bis 11. Oktober 2007       | 13. April 2007 bis 21. Mai 2007                    |
| Staffel 4  | 24       | 18. September 2006 bis 14. Mai 2007     | 15. Dezember 2007 bis 24. Mai 2008      | 6. Februar 2008 bis 18. März 2008      | 30. Dezember 2008 bis 4. Februar 2009              |
| Staffel 5  | 19       | 24. September 2007 bis 19. Mai 2008     | 21. Februar 2009 bis 13. Oktober 2009   | 17. Januar 2009 bis 13. Juni 2009      | 5. Februar 2009 bis 20. Januar 2010                |
| Staffel 6  | 24       | 22. September 2008 bis 18. Mai 2009     | 20. Oktober 2009 bis 1. Juni 2010       | 24. Oktober 2009 bis 22. Mai 2010      | 4. März 2010 bis 8. April 2010                     |
| Staffel 7  | 22       | 21. September 2009 bis 24. Mai 2010     | 7. September 2010 bis 3. Mai 2011       | 4. September 2010 bis 19. Februar 2011 | 29. Juli 2011 bis 8. September 2011                |
| Staffel 8  | 16       | 20. September 2010 bis 14. Februar 2011 | 30. August 2011 bis 13. Dezember 2011   | 27. August 2011 bis 17. Dezember 2011  | 24. April 2012 bis 5. Juni 2012                    |
| Staffel 9  | 24       | 19. September 2011 bis 14. Mai 2012     | 10. Januar 2012 bis 13. November 2012   | 14. Januar 2012 bis 22. Dezember 2012  | 18. September 2012 bis 20. November 2012           |
| Staffel 10 | 23       | 27. September 2012 bis 9. Mai 2013      | 8. Januar 2013 bis 29. Oktober 2013     | 19. Januar 2013 bis 2. November 2013   | 6. November 2013 bis 3. März 2014                  |
| Staffel 11 | 22       | 26. September 2013 bis 8. Mai 2014      | 7. Januar 2014 bis 28. Oktober 2014     | 11. Januar 2014 bis 8. November 2014   | 12. Juni 2015 bis 12. Juni 2016                    |
| Staffel 12 | 16       | 30. Oktober 2014 bis 19. Februar 2015   | 17. Februar 2015 bis 26. Mai 2015       | 21. März 2015 bis 4. Juli 2015         | 9. Oktober 2015 bis 23. Januar 2016                |

Die deutschsprachige Synchronfassung wurde zum ersten Mal am 12. März 2005 von ORF 1 und ProSieben unter dem Titel Mein cooler Onkel Charlie ausgestrahlt. In der Schweiz läuft sie seit dem 10. Mai 2006 bei SF zwei. Seit Beginn der zweiten Staffel läuft die Serie in Deutschland unter dem amerikanischen Originaltitel. Die alten Folgen wurden vom 5. Januar 2009 bis 2012 werktags auf kabel eins wiederholt, während die neuen Folgen weiterhin bei ProSieben zu sehen waren. Seit 2012 strahlt ProSieben auch werktags Wiederholungen aus. Seit dem 3. Juli 2011 wird die Serie auf dem österreichischen Sender ATV ebenfalls unter dem amerikanischen Originaltitel wiederholt. Der ORF blieb jedoch weiterhin bis zur 9. Staffel beim deutschsprachigen Titel, seither wird auch dort die Serie unter dem amerikanischen Originaltitel ausgestrahlt. Am 10. Oktober 2013 begann ProSieben Maxx mit der Ausstrahlung der ersten Staffel. Auch der Pay-TV-Sender TNT Serie hat die ersten vier Staffeln der Sitcom ab September 2010 wiederholt.
Die Ausstrahlung im deutschsprachigen TV erfolgt seit Beginn der Serie im beschnittenen 4:3-Bildformat, obwohl die Serie in 16:9 und HDTV produziert wird. Am 20. April 2010 sendete ProSieben um 21:15 Uhr erstmals eine Episode der 6. Staffel („Der Schwellkopf meines Sohnes“) im unbeschnittenen 16:9-Bildformat. Die darauf folgende Episode aus der 4. Staffel („Die See ist eine harte Mutter“) wurde jedoch wiederum im bisherigen Bildformat ausgestrahlt. Inzwischen strahlt ProSieben auch ältere Folgen in 16:9 aus.
Am 31. Januar 2011 kündigten CBS, Warner TV und Two and a Half Men-Entwickler Chuck Lorre zunächst eine Unterbrechung der Dreharbeiten zur 8. Staffel von unbestimmter Länge an. Als Grund wurde Charlie Sheens damalige Entziehungskur nach seinen letzten Exzessen angegeben. Die Dreharbeiten sollten ab dem 28. Februar 2011 wieder fortgesetzt werden. Am 24. Februar 2011 kam es zwischen Charlie Sheen und Chuck Lorre aufgrund von Interviews, in denen Sheen Lorre schwer angriff, zum Zerwürfnis. Die Dreharbeiten wurden daraufhin vom Sender eingestellt und die 8. Staffel beendet.
Nachdem Sheen Anfang März 2011 entlassen worden war, wurde am 12. Mai 2011 Ashton Kutcher als neuer Hauptdarsteller präsentiert. Kutchers Vertrag galt vorerst für ein Jahr. Die neunte Staffel feierte am 19. September 2011 auf CBS Premiere. Die erste Folge erreichte mit 28,74 Millionen Zuschauern die höchste Reichweite, die jemals in der Serie gemessen wurde. Jedoch war der große Premierenerfolg nur von kurzer Dauer, so sank die Quote innerhalb von vier Wochen um fast die Hälfte auf knappe 15 Millionen Fernsehzuschauer. Auf diesem Niveau verblieb die Serie längere Zeit. Das Finale der neunten Staffel am 14. Mai 2012 verfolgten 11,43 Millionen Menschen in den USA. Das am 19. Februar 2015 in den USA ausgestrahlte Serienfinale verfolgten 13,52 Millionen.

## DVD
Die bisher in Deutschland erschienenen Staffeln wurden an folgenden Terminen veröffentlicht:
- 01. Staffel: 19. Mai 2006
- 02. Staffel: 13. April 2007
- 03. Staffel: 07. Dezember 2007
- 04. Staffel: 19. September 2008
- 05. Staffel: 19. Juni 2009
- 06. Staffel: 12. Februar 2010
- 07. Staffel: 15. April 2011
- 08. Staffel: 10. Februar 2012
- 09. Staffel: 14. Dezember 2012
- 10. Staffel: 06. Dezember 2013
- 11. Staffel: 11. Dezember 2014
- 12. Staffel: 08. Oktober 2015
- Komplettbox Staffel 1–12: 8. Oktober 2015

In den USA erschienen die Staffeln 1–4 erst nach der Veröffentlichung in Deutschland.
Die DVD-Fassung der ersten Staffel, die als einzige unter dem Titel Mein cooler Onkel Charlie veröffentlicht wurde, wurde kritisiert, weil für die DVDs das Seitenverhältnis 4:3 verwendet wurde, obwohl die ursprüngliche Fassung im Seitenverhältnis 16:9 vorlag. Dafür musste ein Teil des Bildes abgeschnitten werden. Die weiteren Staffeln wurden unter dem Titel Two and a Half Men im Format 16:9 veröffentlicht.
Die sechste Staffel erschien in Deutschland, noch bevor alle Episoden der Staffel im Fernsehen ausgestrahlt worden waren.
Staffel 7 wurde zunächst in zwei Halbstaffeln veröffentlicht (11 Folgen am 3. Dezember 2010, 11 Folgen am 11. Februar 2011), bevor die Staffel auch komplett veröffentlicht wurde.
Mit Erscheinen einer neuen Staffel werden häufig auch sogenannte „Superboxen“ veröffentlicht, die als Paket alle bisher zuvor erschienenen Staffeln enthalten.

## Rezeption

### Auszeichnungen/Nominierungen
Die Sitcom hat bislang diverse Preise gewonnen und viele Nominierungen bekommen, unter anderem 23 Emmy-Nominierungen und zwei Nominierungen für den Golden Globe.
- Emmy 2007: Beste Kameraarbeit für eine Multi-Kamera-Serie (gewonnen)
- Emmy 2007: Multi-Kamera Schnitt für eine Serie (gewonnen)
- Emmy 2007: Beste Comedyserie (nominiert)
- Emmy 2009: Bester Nebendarsteller in einer Comedyserie (Jon Cryer, gewonnen)
- Emmy 2012: Bester Hauptdarsteller in einer Comedyserie (Jon Cryer, gewonnen)
- People’s Choice Award 2004: Favorite New TV Comedy Series
- People’s Choice Award 2007: Favorite TV Comedy
- People’s Choice Award 2008: Favorite TV Comedy
- People’s Choice Award 2009: Favorite TV Comedy
- Charlie Sheen war dreimal als bester Hauptdarsteller für einen Emmy nominiert (2006 bis 2008) und zwei Mal für einen Golden Globe (2005 und 2006).
- Jon Cryer war bislang sechs Mal (2006 bis 2011) als bester Nebendarsteller in einer Comedyserie nominiert, gewonnen hat er 2009 und 2012.
- Conchata Ferrell und Holland Taylor waren 2005 und 2007 (H. Taylor auch 2008) für die beste weibliche Nebenrolle in einer Comedyserie nominiert.
- Martin Sheen war 2006 für die Rolle des besten Gaststars nominiert.
- Kathy Bates gewann 2012 den Emmy als beste Gastdarstellerin.

### Einschaltquoten
- In den Jahren 2005 bis 2008 war Two and a Half Men die Sitcom mit den höchsten Einschaltquoten in den USA.

## Trivia
- Bisher wurde die Serie in über 40 Ländern ausgestrahlt.
- Der Titel der jeweiligen Folge wird oft von einem der Akteure im Verlauf der Folge wörtlich ausgesprochen. Daher sind auch die deutschen Folgentitel selten Übersetzungen der englischen Titel, sondern stammen oft aus anderen Stellen der deutschen Synchronisation.
- Auch in dieser Serie verwendet Chuck Lorre Vanity cards, welche jedoch 2011 in wenigen Folgen nicht vorhanden waren.[28]
- Für die Staffeln 2–8 wurde der Vorspann der Serie immer insofern aktualisiert, als Jake von dem zehnjährigen Jungen, der er zu Beginn der Serie war, innerhalb weniger Sekunden zu seinem aktuellen Alter „heranwächst“. Diese Verwandlung wird durch Morphing erreicht. Für die neunte Staffel wurde ein komplett neuer Vorspann gedreht, in dem Jake Charlies Platz und Walden Jakes Platz übernimmt. Im Vorspann der zehnten Staffel nimmt Jake erneut seinen alten Platz ein, allerdings trägt er nun eine Uniform der US-Army, während Walden Charlies ehemaligen Platz einnimmt. Dieser Teil wurde ab der elften Staffel ganz herausgenommen, sodass nur noch der Two-and-a-Half-Men-Schriftzug erscheint. Zu Beginn der zweiten Staffel wurde ein vollständig anderer Vorspann verwendet, jedoch nach wenigen Episoden wieder verworfen.
- In den Zwischensequenzen sind die Strandhäuser der westlichen Malibu Colony Road zu sehen.
- Fast immer, wenn etwas zu Bruch geht oder der Boden schmutzig wird, sagt Berta, dass sie es nicht aufwischen wird.
- Charlie trinkt immer wieder verschiedene Biersorten, darunter auch deutsche Marken wie Beck’s, Pfungstädter und Radeberger, das seit der 5. Staffel hauptsächlich getrunken wird, in den vorherigen Staffeln war es meist das mexikanische Corona. Auch die Whiskysorte wechselt häufig, bevorzugt werden Single Malts der mittleren bis gehobeneren Preisklasse.
- Charlie fährt in älteren Folgen einen Jaguar XK8, später einen Mercedes-Benz CL. In Staffel 7 ist es eine Mercedes-Benz E-Klasse. Wie man nach Charlies Tod erfährt, handelte es sich dabei um ein Leasingfahrzeug.
- Mehrfach behauptet Charlie, dass er sein Haus abgezahlt hätte und er soviel Geld hätte, dass er dieses niemals ausgeben könne. Nach der Trauerfeier für Charlie wird von Evelyn behauptet, dass auf dem Haus drei Hypotheken lägen.
- Episode 17 der fünften Staffel – Eine Leiche zur Hochzeit (Fish in a Drawer) – ist eine Parodie auf CSI: Den Tätern auf der Spur. Die Autoren beider Serien schrieben je ein Drehbuch für die andere Serie. George Eads hat einen Gastauftritt in dieser Episode, jedoch verkörpert er nicht seine CSI-Rolle als Nick Stokes. In der zugehörigen CSI-Folge Wer ist der Star im Schlangennest? (Two and a Half Deaths) wird eine bekannte Schauspielerin (verkörpert von Katey Sagal) ermordet, und man sieht bei etwa 19:10 die Darsteller von Jake, Charlie und Alan für etwa vier Sekunden, wie sie zigarrerauchend an einem Wohnwagen lehnen.
- Charlie Sheen wurde durch die Serie der bestbezahlte Schauspieler des amerikanischen Fernsehens. Seine Einnahmen an einer einzigen Episode beliefen sich bis Staffel 7 auf 825.000 US-Dollar, die sich aus seinem Gehalt plus weiteren Zahlungen durch seine Rechte an der Serie zusammensetzten.[29] Ab der achten Staffel verdiente Sheen laut der US-Zeitschrift TV-Guide 1,25 Millionen Dollar pro Folge.[30]
- Außerdem war Angus T. Jones bis zu seiner Volljährigkeit der bestbezahlte Kinderstar im US-TV. Pro Folge verdiente er rund 250.000 US-Dollar Gage.[31][32]
- Jon Cryer spielte mit Charlie Sheen bereits in Hot Shots! – Die Mutter aller Filme zusammen. Außerdem verkörperte Ryan Stiles einen vom Pech verfolgten Kampfjetpiloten und spielte im zweiten Teil Hot Shots! Der zweite Versuch an Sheens Seite eine größere Nebenrolle.
- Charlies Apotheker Russell ist hustensaftabhängig und Drogen gegenüber nicht abgeneigt. Wenn er nach der Legalität seiner Geschäfte gefragt wird, antwortet er als Running Gag stets: „Bist du jetzt ’n Cop?“
- Die Titelmelodie von Teenage Mutant Ninja Turtles, die in der Serie von Charlie als seine Komposition ausgegeben wird, stammt in Wirklichkeit unter anderem von Chuck Lorre.
- Da Jon Cryer des Öfteren mit Matthew Broderick verwechselt wird, wird dies ebenfalls parodiert: Einmal gibt Alan sich als Broderick aus, um in eine Diskothek eingelassen zu werden, das andere Mal, um eine schnellere medizinische Behandlung für Charlie zu erreichen. In Episode 10.9 wird Alan von der Presse für Matthew Brodericks Vater gehalten.
- Jake war in der ersten Staffel zehn Jahre alt. In der sechsten Staffel wohnt Alan schon sechs Jahre bei Charlie, aber Jake ist erst 14.
- Während der langen Laufzeit der Serie wurden gelegentlich dieselben Nebendarsteller für mehrere Figuren besetzt. Umgekehrt wurden auch wiederholt Nebenrollen durch zwei verschiedene Schauspielerinnen dargestellt:
  - So hatte Jennifer Taylor vor ihrem Auftritt als Charlies Freundin Chelsea schon früher mehrere kleinere Rollen verkörpert: Sie spielt in der Episode 1.01 eine Supermarktkundin namens Suzanne, in Episode 2.11 Tina und in Episode 5.07 Nina.
  - Jodi Lyn O’Keefe ist auch mehrfach zu sehen, unter anderem als Satanistin Isabella (Episode 3.06) und als Gast in Charlies Stammlokal.
  - Jakes (Ex-)Lehrerin Miss Pasternak wird in den Episoden 2.03, 7.21 und 9.01 von Missi Pyle gespielt, in 6.05 jedoch von Alicia Witt.
  - Judiths Mutter wird in Episode 1.10 von Cristine Rose dargestellt, in Episode 7.03 jedoch von Annie Potts.
  - Walden Schmidts Frau Bridget wird in der 9. Staffel von Judy Greer gespielt, diese hatte bereits zuvor die Rolle von Herb Melnicks Schwester Myra Lang.
  - Brooke D’Orsay spielt in Staffel 4 eine hippe Eroberung Charlies und ab Episode 10.10 Walden Schmidts Freundin Kate.
- Manchmal wurden Namen von Figuren im Nachhinein noch geändert:
  - Dr. Herb(ert) Melnick trägt bei seinen ersten Auftritten in der Serie noch den Vornamen Greg(ory). Nach der Änderung wird dieser als sein zweiter Vorname aufgeführt.
  - April Bowlby stellt in der Serie Alans Frau und Freundin Kandi dar. Bei ihrem ersten Auftritt spielt sie jedoch Kim, die ein Verhältnis mit Charlie hat. Später hat auch Kandi ein kurzzeitiges Verhältnis mit Charlie.
  - Der Pizzabote heißt bei seinem ersten Auftritt Ted, seit seinem zweiten jedoch Gordon.
- Jon Cryer ist der einzige Darsteller, der in jeder Folge mitgespielt hat. Jake tritt in den Folgen 8.06 (Twanging Your Magic Clanger, Oberflächlich, eitel und seicht), 9.05 (A Giant Cat Holding a Churru, Riesenkatze mit Halsreif), in diversen Folgen der zehnten Staffel und ab der elften Staffel gar nicht mehr auf.
- In der 8. Staffel (Episode 167) erwähnt Charlie die Webseiten www.malibupuddinggirls.com und www.shaunashower.com. Wenn man diese öffnete, erschien früher der Text „The writers of ‘Two and a Half Men’ think you are one sick puppy.“ (dt. Die Autoren von „Two and a Half Men“ denken, Sie sind ein perverser Typ.), heute wird man jedoch auf die Facebook-Seite der Serie weitergeleitet.
- Jakes Geburtstag ist am 14. März. Das sagt Alan in der 3. Folge der 7. Staffel. Er diktiert einen Türcode, der Jakes Geburtstag („0314“) sei. Der 14. März ist auch der Geburtstag von Albert Einstein sowie Pi-Tag. In Japan, wo Jake sich ab dem Ende der 10. Staffel aufhält, wird an diesem Tag der White Day als Ergänzung zum Valentinstag gefeiert.
- Als Running Gag lässt Alan in mehreren Folgen ab der neunten Staffel Charlies Urne fallen o. Ä. und Charlies vermeintliche Überreste werden immer wieder mit dem Staubsauger aufgesaugt.
- Alan spricht in Episode 8.09 aufgrund seiner Chiropraktikerausbildung in Guadalajara fließend Spanisch, behauptet jedoch in den Episoden 10.02 und 10.10, dass sein Spanisch noch sehr wackelig sei bzw. dass er Spanisch nicht verstehe.
- In der finalen Episode (12.16) machen die Figuren zahlreiche Witze über ihre eigene Serie und die Darsteller. So fragt der von Arnold Schwarzenegger verkörperte Officer Alan und Walden, ob Charlie es wegen seiner häufigen Wutausbrüche schon einmal mit „Anger Management“ (was das englische Wort für Aggressionsbewältigung und gleichzeitig auch der Name der Serie ist, deren Hauptdarsteller Charlie Sheen nach dem Ende seines Engagements bei Two and a Half Men wurde) versucht habe. Daraufhin antworten Alan und Walden, dass er es zwar versucht habe, es aber nicht erfolgreich gewesen sei, womit sie auf die Einstellung der (allerdings relativ erfolgreichen) Serie im Jahr 2014 Bezug nehmen. Des Weiteren merkt der Officer an, dass man manchmal einfach mit etwas aufhören müsse, was schon sehr lange laufe, womit er sich auf die lange Laufzeit von Two and a Half Men bezieht. Später fragen sich Alan und Walden nach einem niveaulosen Witz, wie man mit solch niederschwelligem Humor bloß so viel Geld verdienen könne – ein Hinweis auf den großen Erfolg der Serie, deren Humor vor allem auf Flachwitzen basiert. Etwas später verabschiedet sich Walden am Telefon mit den Worten „Hasta la vista, Baby.“ vom Officer (Arnold Schwarzenegger), einem berühmten Zitat des österreichischen Schauspielers aus dem Film Terminator 2 – Tag der Abrechnung. Dieser merkt außerdem scherzhaft an, er sei ja nicht der Gouverneur von Kalifornien – ein Amt, das der Schauspieler in der Realität von 2003 bis 2011 bekleidete.
- In Episode 6.24 fragt Alan Charlie, ob er wisse, wen er getroffen habe, woraufhin Jake fragt: „Sean „P. Diddy“ Combs?“ Angus T. Jones ist seit 2016 bei der Firma Tonite tätig, die von Sean Combs Sohn mitgegründet wurde.[33][34]